# Andaia
Andaia (nas grafias mais antigas andaya) é um licor típico da ilha Graciosa, Açores, obtido a partir da rectificação em alambique de fogo directo de aguardente, preferencialmente preparada por destilação de um vinho tinto de boa qualidade, durante a qual se suspende do fundo da caldeira um saco de pano ralo ou serapilheira contendo extracto de cidra (Citrus medica), canela em casca e erva doce.

## Descrição
A andaia é um licor com uma graduação alcoólica de 41º a 42º centésimas, a que corresponde cerca de 17 graus da escala Cartier, obtido pela rectificação da aguardente, em alambique de fogo directo, no qual se suspende do fundo da caldeira um saco de pano ralo ou serapilheira, onde se introduz cidra, canela em casca e erva doce. É uma bebida quente, altamente digestiva, à qual são atribuídas propriedades afrodisíacas.
Na rectificação, é adicionado açúcar, geralmente açúcar-mascavado, na proporção de 250 gramas por litro de aguardente. Existem algumas variantes no fabrico da bebida, sendo contudo comum a todas a introdução da cidra, um extracto de casca de cidra, um citrino, que em tempos vinha do Brasil conjuntamente com o açúcar mascavado então utilizado, da canela e da erva-doce. Em algumas variantes da receita, para além desses aromatizantes, são adicionadas pequenas quantidades de cravinho da índia, noz moscada, funcho, casca da laranja e casca de limão. Após a passagem pelo alambique, a bebida é envasilhada em casco de boa madeira, onde deve beneficiar de envelhecimento, que não deverá ser inferior a um ano.
A origem da bebida é desconhecida, sendo já comum na primeira metade do século XIX, conforme anota Félix José da Costa, na sua Memória Estatística e Histórica da Ilha Graciosa, publicada em 1845, que a dar notícia que a produção do vinho de 1836 atingiu 5.000 mil a 6.000 pipas afirma «por esse motivo ainda continuam a converter algum em aguardente e na saborosa andaia e boa angelica».

## Nota
1. ↑  S.A, Priberam Informática. «Andaia - Dicionário Priberam da Língua Portuguesa». Dicionário Priberam da Língua Portuguesa. Consultado em 6 de dezembro de 2024
2. 1 2 3  Nuno Santos Costa, «A Andaia» in Revista Verdelho, ano 1997. Biscoitos, 1997.
3. ↑  Felix José da Costa, Memória Estatística e Histórica da Ilha Graciosa. Angra do Heroísmo, 1845.